# Torvtandspindel
Torvtandspindel (Erigone welchi) är en spindelart som beskrevs av Jackson 1911. Torvtandspindel ingår i släktet Erigone och familjen täckvävarspindlar. Enligt den finländska rödlistan är arten nära hotad i Finland. Arten är reproducerande i Sverige. Artens livsmiljö är kalfjäll. Inga underarter finns listade i Catalogue of Life.